# Річардас Кріштапавічюс
Річардас Кріштапавічюс (лит. Ričardas Krištapavičius; нар. 4 червня 1958, с. Глукас Варенського району Литовської РСР, СРСР) — литовський архітектор, лауреат Національної премії Литви з культури та мистецтва (1994).

## Біографія
Народився у Варенському районі, але дитинство провів у селищі Ніда. У 1980 році закінчив Художній інститут Литовської РСР (нині Вільнюська художня академія). У 1980—1992 роках працював в Інституті проектування міського будівництва у Вільнюсі. У 1992-1993 роках працював в компанії Jungtinės architektų dirbtuvės («Об'єднані архітектурні майстерні»). У 1993—1999 роках був архітектором Нярінги.
У 1999—2004 роках Р. Кріштапавічюс — власник компанії R. Krištapavičiaus projektavimo firma, а з 2005 року — архітектор компанії Baltas fonas.

## Проекти

### Католицькі храми
У 1988—1996 роках створив і реалізував шість проектів будівель католицьких храмів в різних містах Литви. У проекті костелу Різдва Пресвятої Діви Марії в Ігналіні (інженер-дизайнер Вінцас Дінейка; 1988, зведений в 1999 році) архітектор застосував поєднання традиційної форми грецького хреста в плані з трикутною апсидою (яка зазвичай буває напівкруглої форми), що надало цій частині храму характерної алюзії на символічний корабель порятунку — ковчег Ноя. Проєкт був відзначений як кращий проект 1988 року дипломом Спілки архітекторів СРСР.

Інші такого роду роботи архітектора — костел Блаженного Юргіса Матулайтіса у Вільнюсі (спільно з архітекторами Гінтарасом Аперавічюсом, Ґядимінасом Баравікасом, Вацловасом Бальчюнасом; 1989, побудований у 1996 році), костел Пресвятої Діви Марії — Зірки морів у селищі Швянтої (спільно з архітектором Гінтарасом Аперавічюсом, 1991), костел святого Казимира в Клайпеді (спільно з архітектором Адомасом Скезгяласом, 1999), костел Допомоги Пресвятої Діви Марії християнам в Ніді (спільно з архітектором Альгімантасом Завішою, 2003), костел Божого провидіння в Утені (спільно з архітектором Міндаугасом Ямантасом, 2004). 

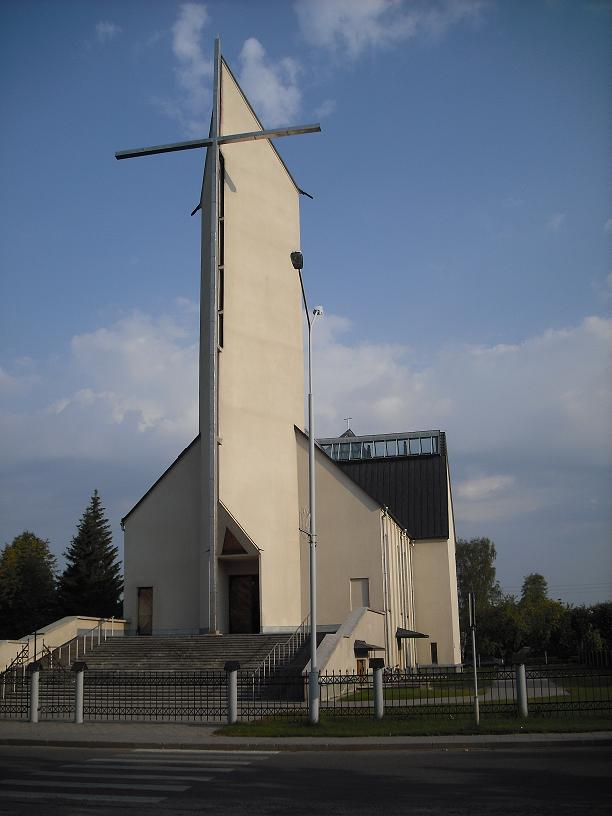
Костел Різдва Пресвятої Діви Марії (Ігналіна)
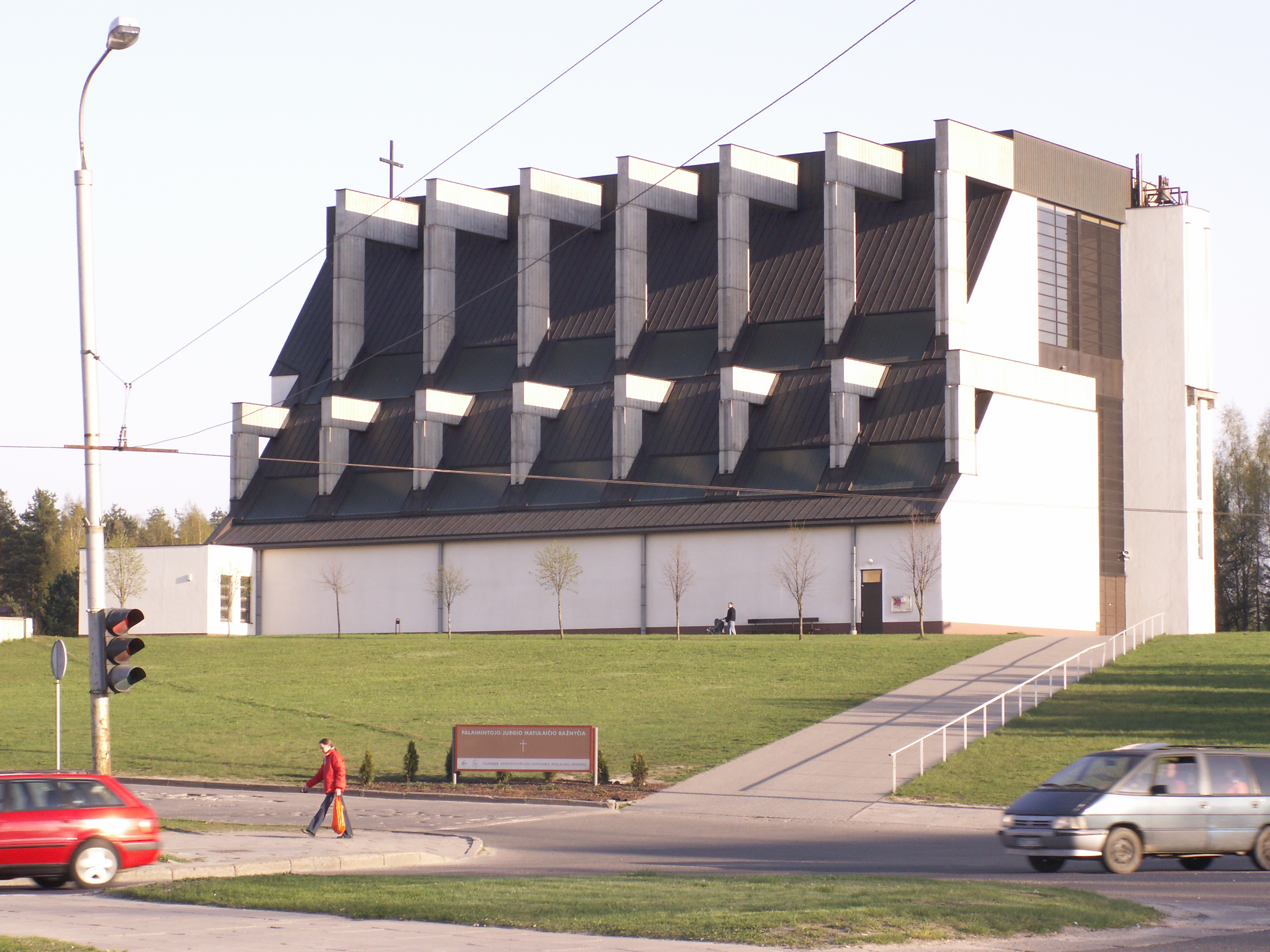
Костел Блаженного Юргіса Матулайтіса (Вільнюс)
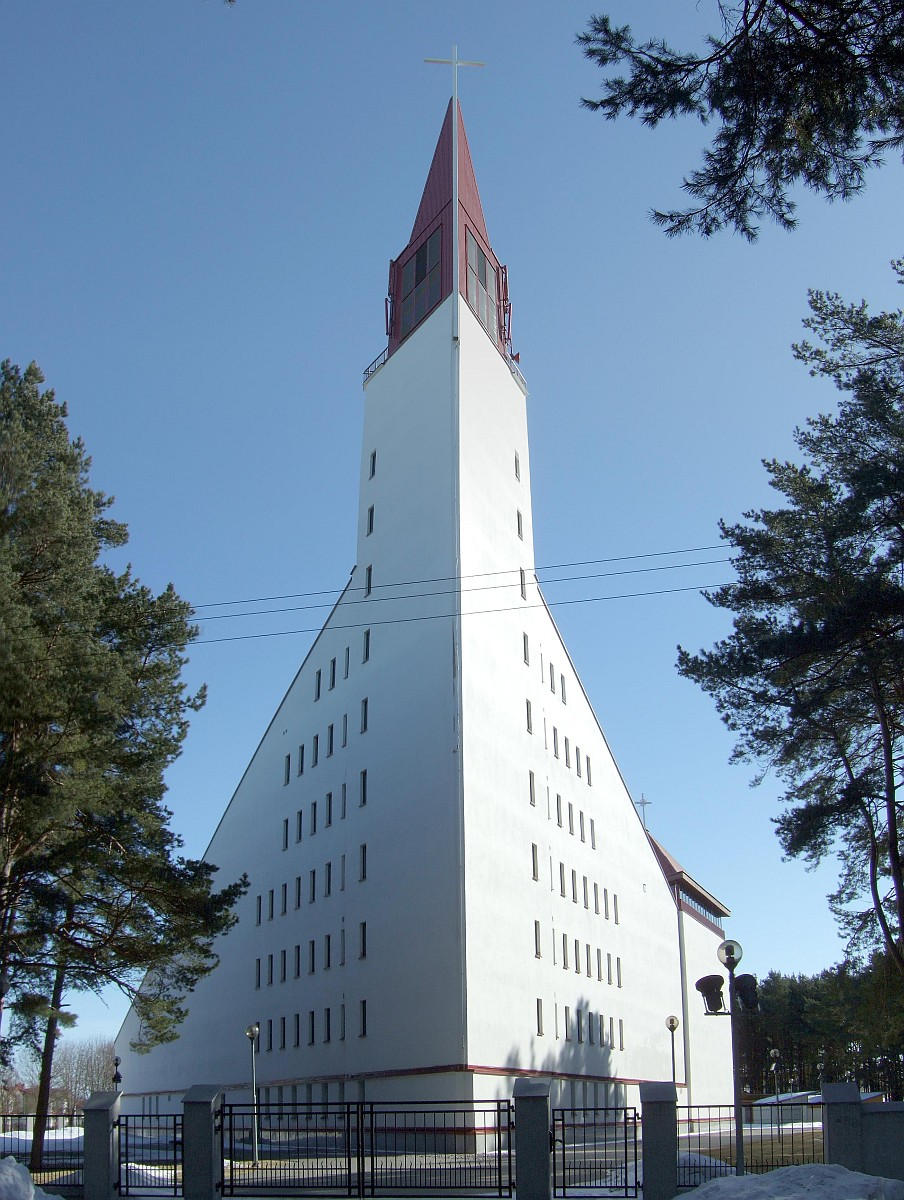
Костел Пресвятої Діви Марії - Зірки морів (Швянтої)
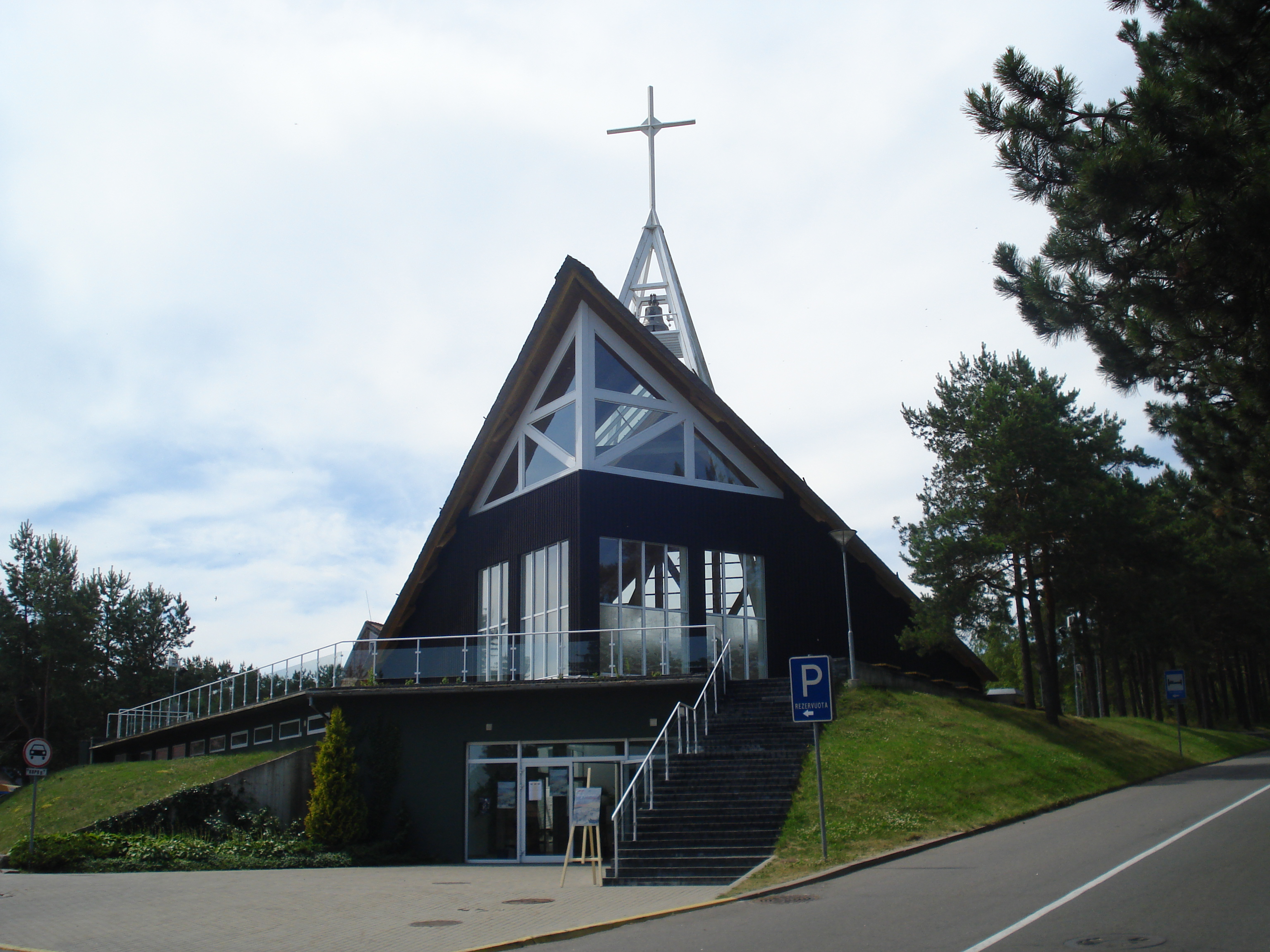
Костел Допомоги Пресвятої Діви Марії християнам (Ніда)
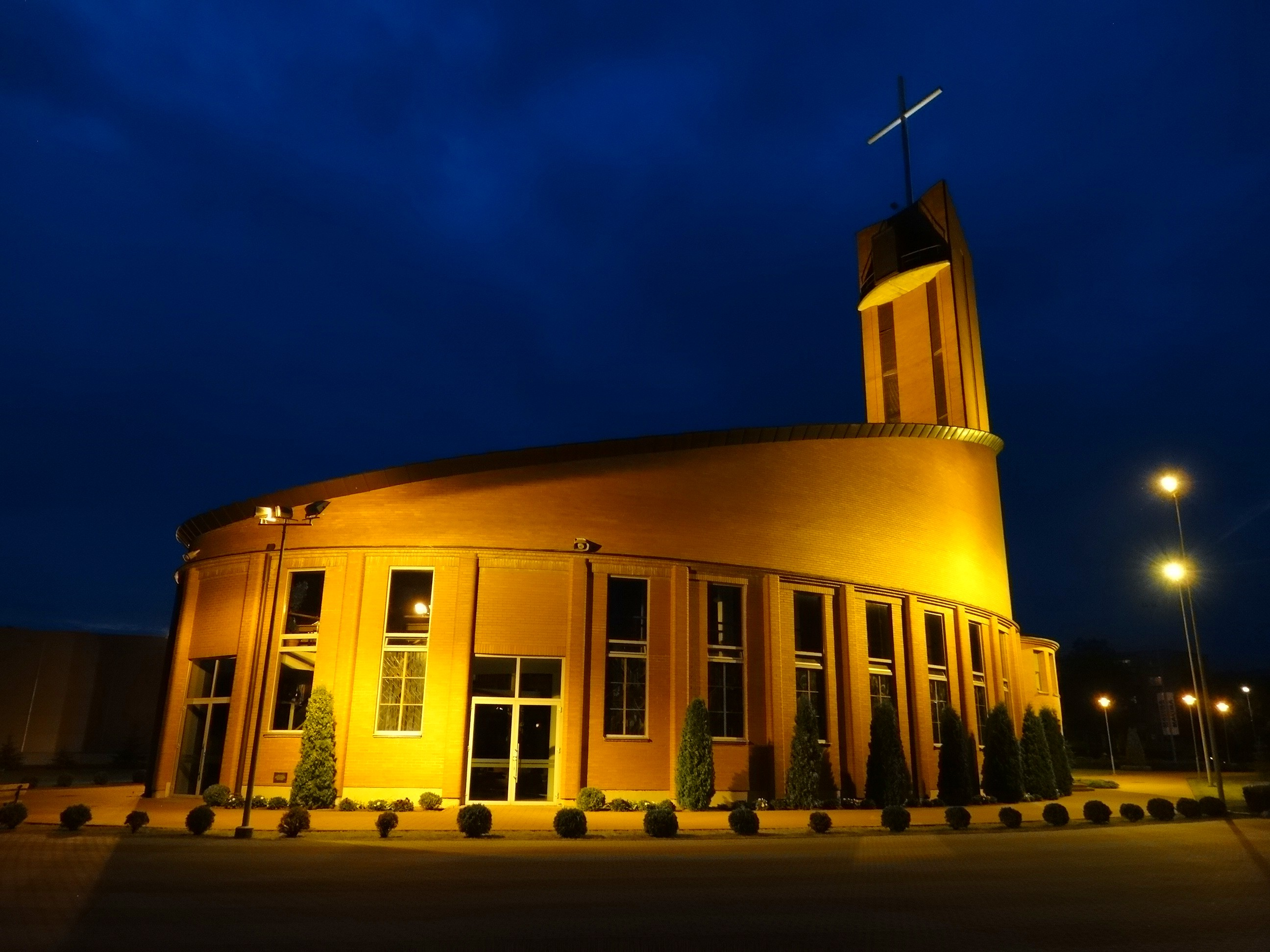
Костел Божого Провидіння (Утена)

### Пам'ятники
Інша значна частина творчості архітектора — різного роду монументи. До таких робіт відноситься архітектурна частина пам'ятника священнику та поету Антанасу Баранаускасу, відкритого у 1993 році в сквері перед костелом у м. Анікщяй (скульптор Арунас Сакалаускас). У 1994 році автори були удостоєні Національної премії Литви з культури та мистецтва.
Сонячний годинник-календар на вершині дюни Парнідіса в Ніді були встановлені у 1995 році (скульптор Клаудіюс Пудімас, астроном Лібертас Климка). Кам'яний обеліск заввишки до 14 метрів був пошкоджений у 1999 році ураганом Анатолій і відновлений у 2011 році.
У 2003 році у Вільнюсі біля головної будівлі Національного музею Литви був відкритий пам'ятник королю Міндовгу (скульптор Регімантас Мідвікіс; крім Кріштапавічюса, архітектори Альґімантас Насвітіс та Інеса Алістратовайте).
2003 року у Клайпеді був встановлений пам'ятник на знак єдиної Литви «Арка», зведений до 85-ї річниці Тильзитського акту і 80-й річниці приєднання Клайпедського краю (скульптор Арунас Сакалаускас, інженер-конструктор Таутвідас Тубіс). Червона гранітна колона символізує Малу Литву та її культурну спадщину, сірий стовп — Велику Литву. Дана споруда заввишки 8,5 метрів та вагою 150 тонн.

Кріштапавічюс є також автором архітектурної частини пам'ятників пастору і поету, збирачеві литовських народних пісень Людвікасу Резі у Калінінграді (2006; спільно з Міндаугасом Ямантасом; скульптор Арунас Сакалаускас) і гімну Литви та його творцеві Вінцасу Кудірці у Вільнюсі на площі В. Кудіркос (2009, скульптор Арунас Сакалаускас). 

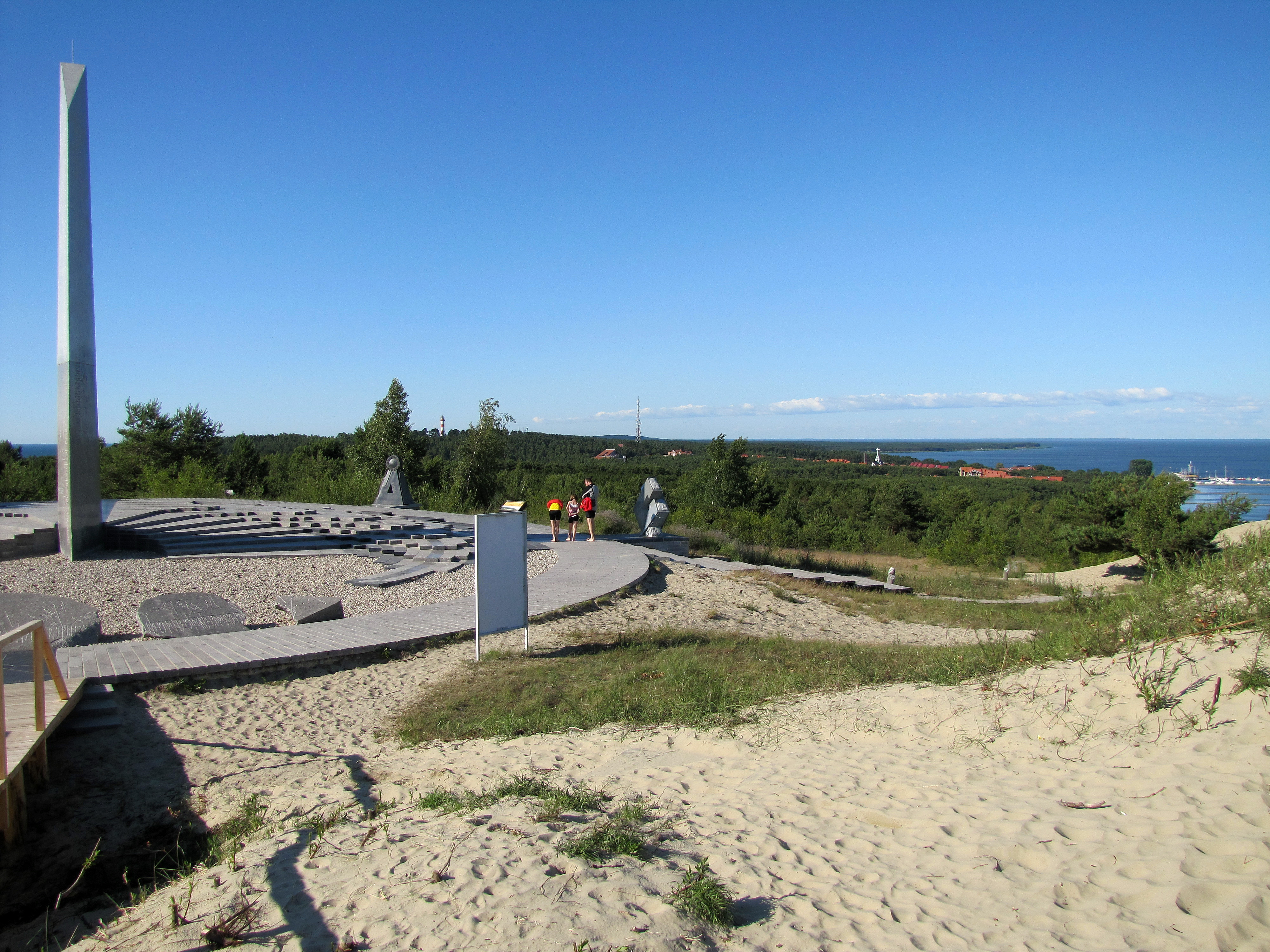
Сонячний годинник (Ніда)
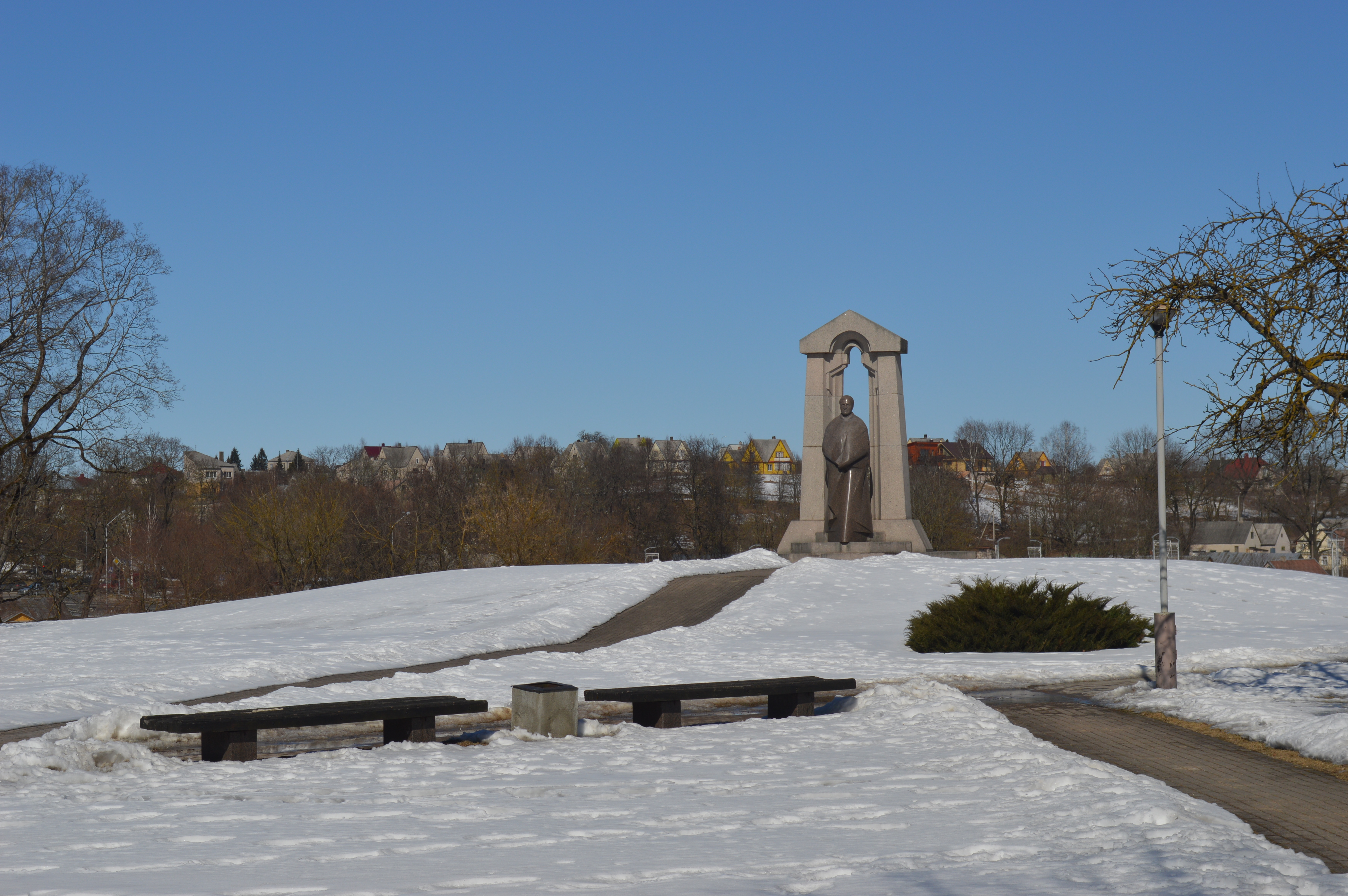
Пам'ятник Антанасу Баранаускасу (Анікщяй)
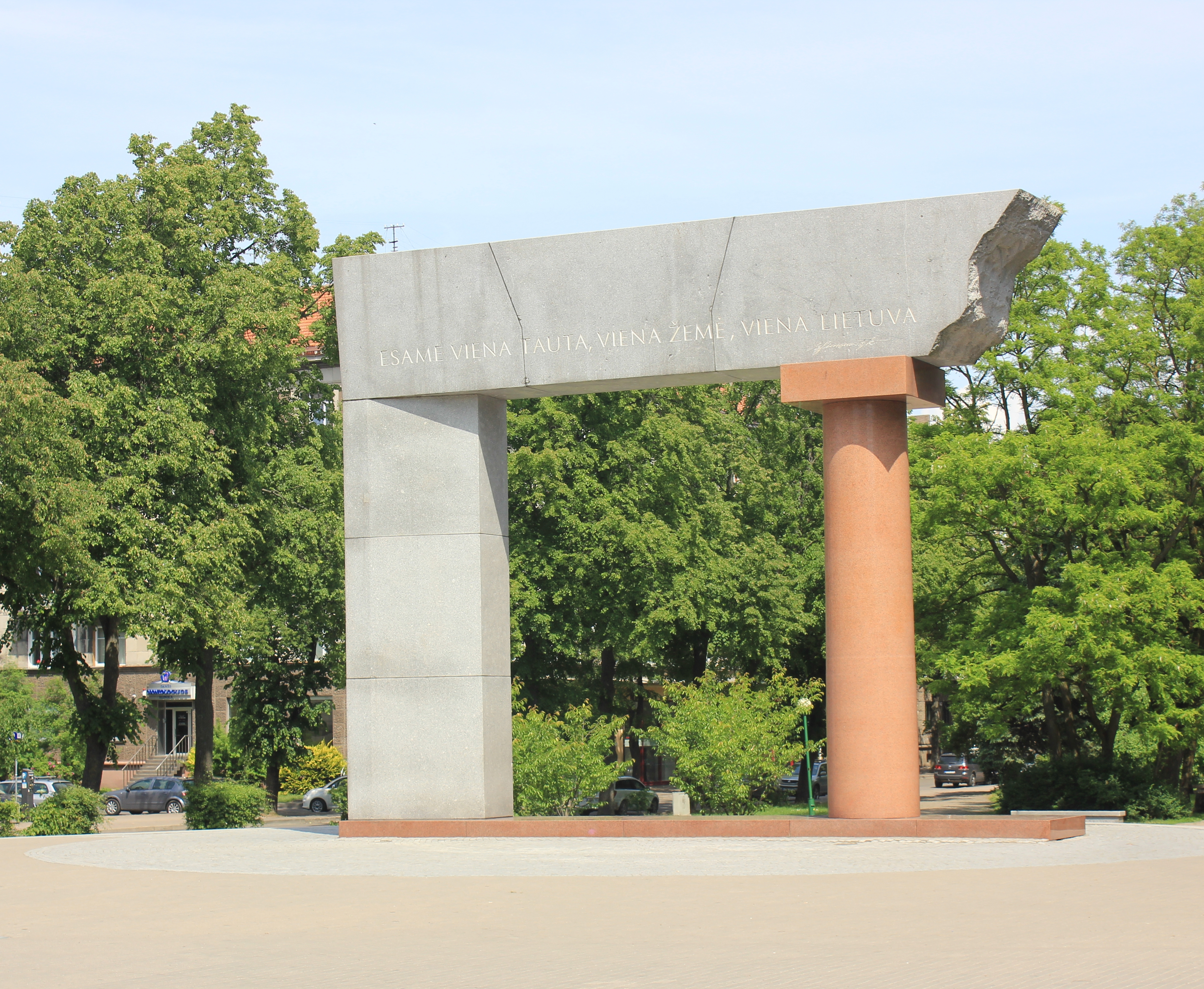
«Арка» єдиної Литви (Клайпеда)

### Інші проєкти
У 1988 році Р. Кріштапавічюс створив у Ніді експозицію традиційних Куршських рибальських флюгерів, відзначену головним призом триєнале молодих архітекторів балтійських країн у Вільнюсі. Він також є автором прапора Нярінги, який своїми мотивами нагадує такий флюгер.
На Куршській косі реалізовані інші відомі проекти архітектора — набережна Ніди (1998, спільно з сестрою, архітектором Роландою Крікштапавічюте), автобусний вокзал у Ніді (1998), набережна-парк зі скульптурами в селищі Юодкранте (2001).

Автор (спільно з архітектором Андрюсом Гедимінасом Гудайтісом) реконструкції Етнокосмологічного музею Литви в Молетському районі (2008). 

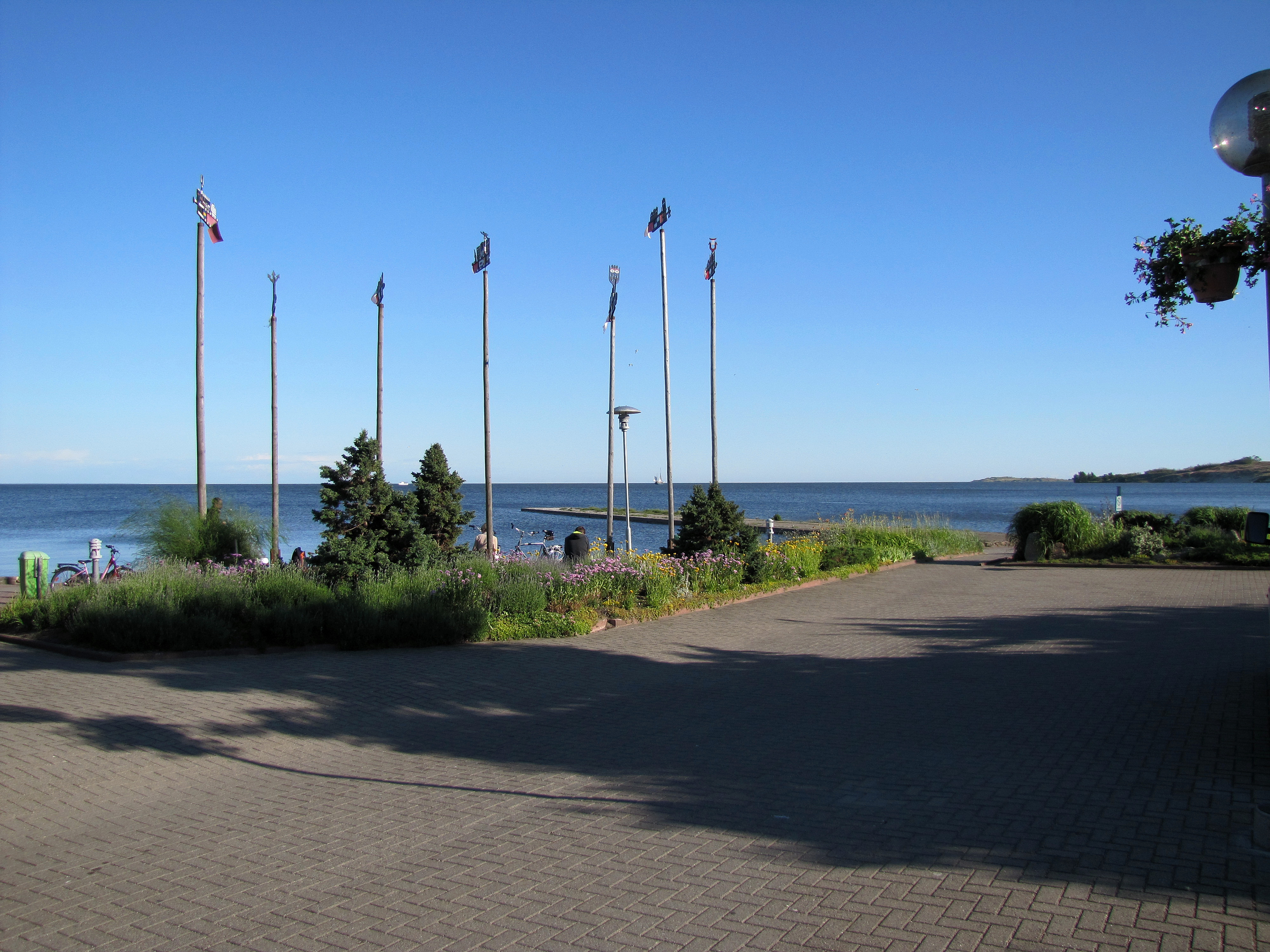
Набережна з експозицією флюгерів (Ніда)
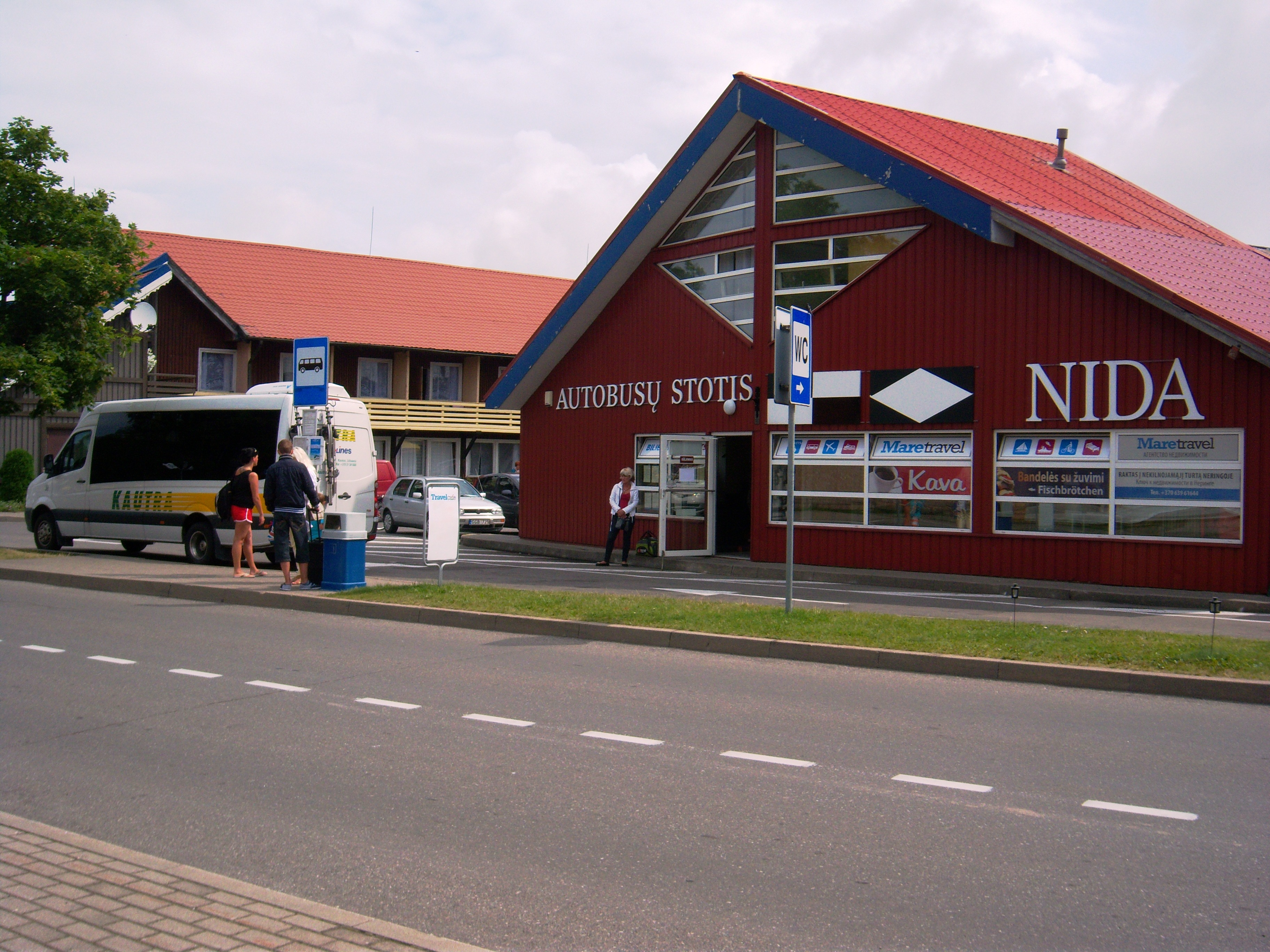
Автобусний вокзал (Ніда)
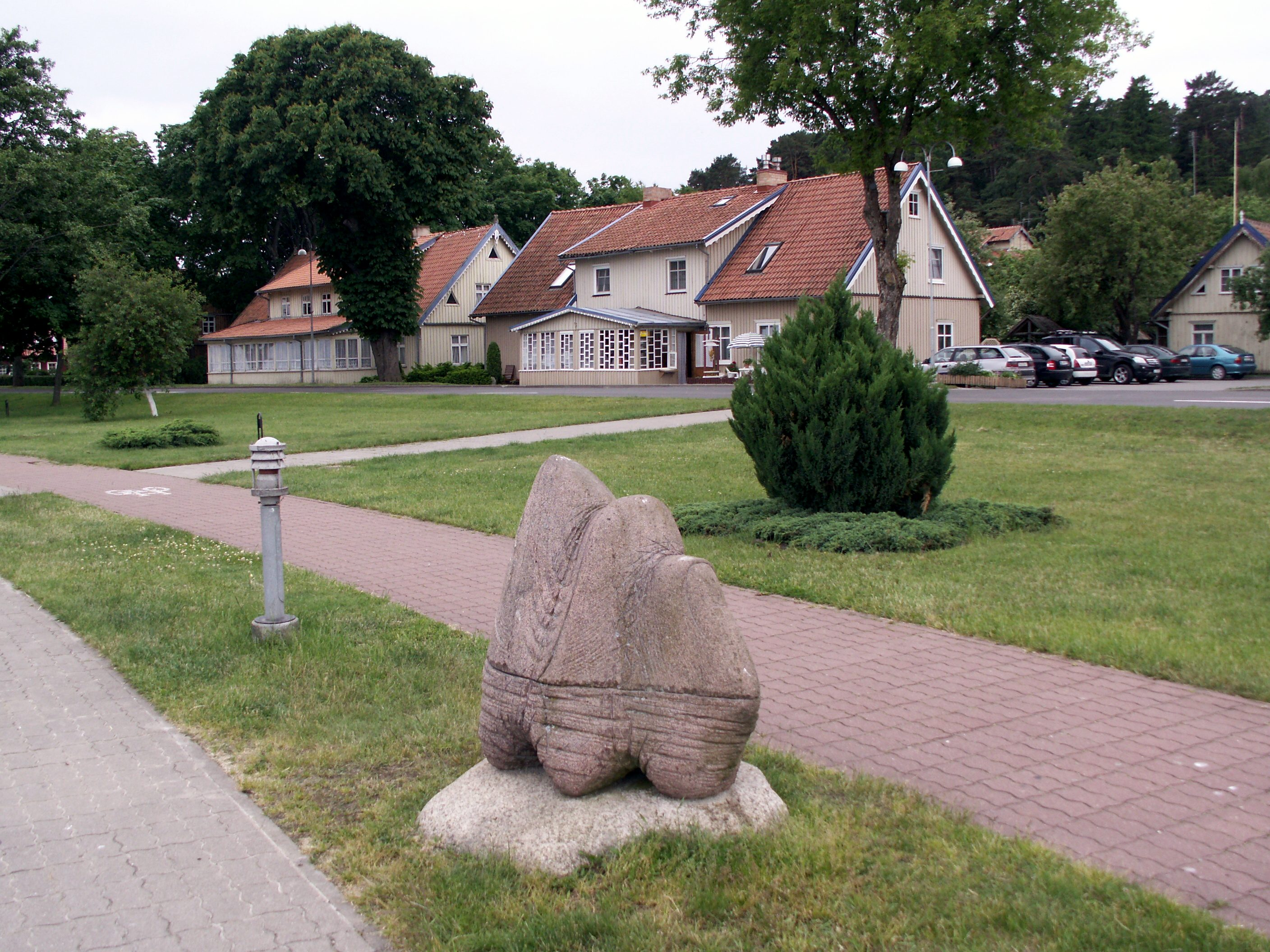
Набережна-парк (Юодкранте)

## Нагороди та звання
- Диплом Спілки архітекторів СРСР за кращий проект 1988 року
- Національна премія Литви (1994) за монументальний пам'ятник єпископу та поету Антанасу Баранаускасу (Анікщяй)